# Femio

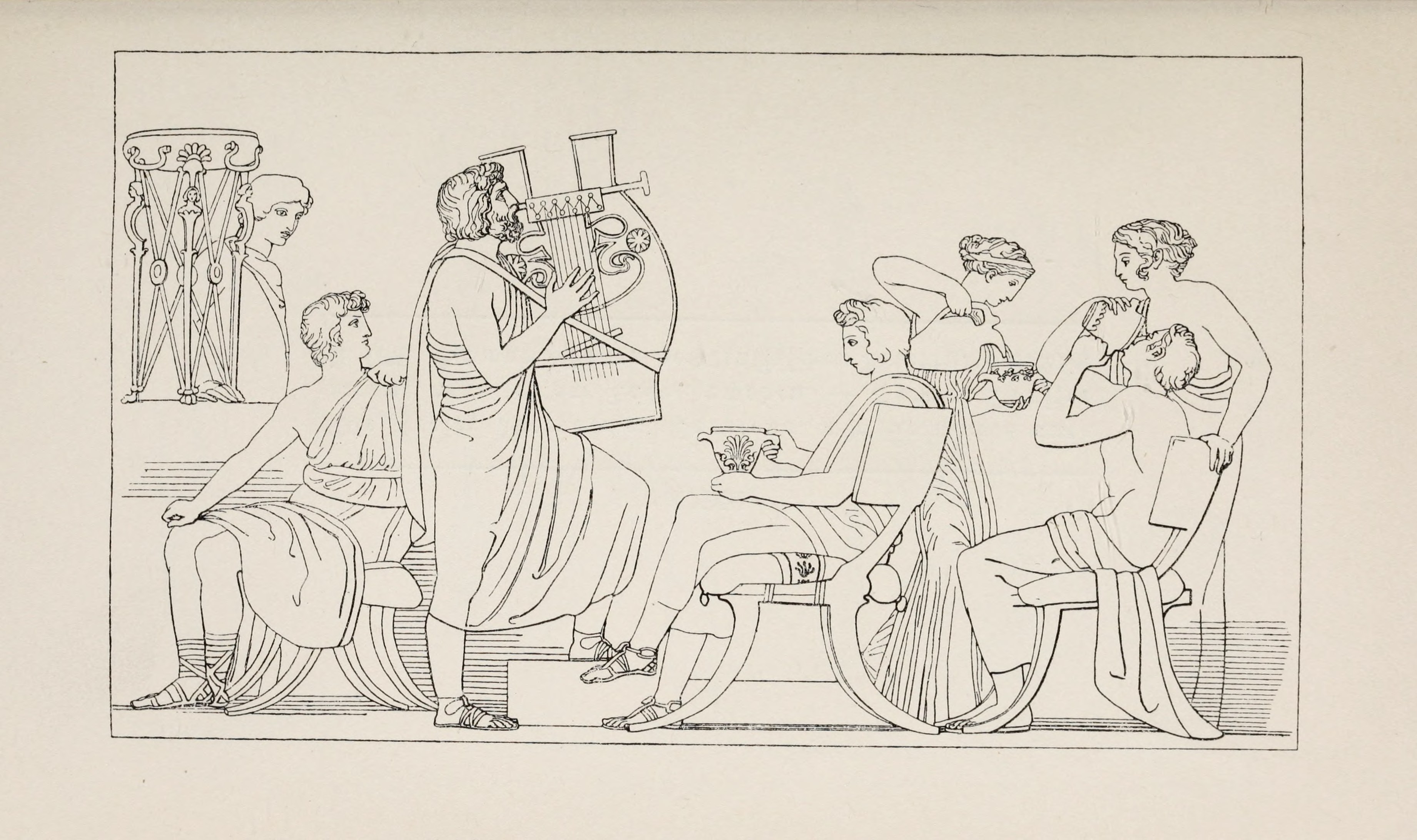
Femio (al centro con la cetra) intrattiene i Proci, stampa del 1910.

Nell'Odissea di Omero Femio (in greco antico: Φήμιος) è un aedo di Itaca che, mentre Odisseo è assente, intrattiene gli abitanti del palazzo reale con i suoi racconti. Il suo pubblico è in larga parte composto dai Proci, che si erano stabiliti a palazzo per cercare di convincere Penelope a sposare uno di loro.
Nel primo libro del poema Femio, su loro richiesta, declama una versione dei Nostoi, un poema che è effettivamente esistito anche in forma scritta, anche se probabilmente composto in epoca successiva. La sua esibizione viene sentita anche da Penelope che ne soffre, perché le ricorda che suo marito non è ancora tornato a casa: così Penelope esce dalle proprie stanze e chiede a Femio di scegliere un argomento che le risulti meno doloroso. La sua richiesta viene respinta con fermezza da suo figlio Telemaco, che le risponde così:
(Odissea, Libro I)
Nel poema si spiega che Femio si esibiva "malvolentieri" per i Proci e che, quando Odisseo organizza la morte degli stessi, riesce a convincerlo a risparmiargli la vita. Verso la fine del poema, Odisseo gli assegna il compito di intonare dei canti nuziali per non far sentire ad eventuali passanti le urla dei Proci mentre vengono uccisi.